# Asbury Lake
Asbury Lake es un lugar designado por el censo del condado de Clay, Florida, Estados Unidos. Según el censo de 2020, tiene una población de 11 036 habitantes.
En los Estados Unidos, un lugar designado por el censo (traducción literal de la frase en inglés census-designated place, CDP) es una concentración de población identificada por la Oficina del Censo exclusivamente para fines estadísticos.

## Geografía
Está ubicado en las coordenadas 30°02′56″N 81°47′15″O / 30.04889, -81.78750 (30.049014, -81.787591). Según la Oficina del Censo, tiene una superficie total de 44.63 km², de los cuales 43.93 km² corresponden a tierra firme y 0.70 km² están cubiertos de agua.

## Demografía
Según el censo de 2020, hay 11 036 personas residiendo en la zona. La densidad de población es de 251.22 hab./km². El 78.0% de los habitantes son blancos, el 7.4% son afroamericanos, el 0.5% son amerindios, el 1.5% son asiáticos, el 0.2% son isleños del Pacífico, el 2.4% son de otras razas y el 10.0% son de una mezcla de razas. Del total de la población, el 9.1% son hispanos o latinos de cualquier raza.